# Cambridge-i ötök

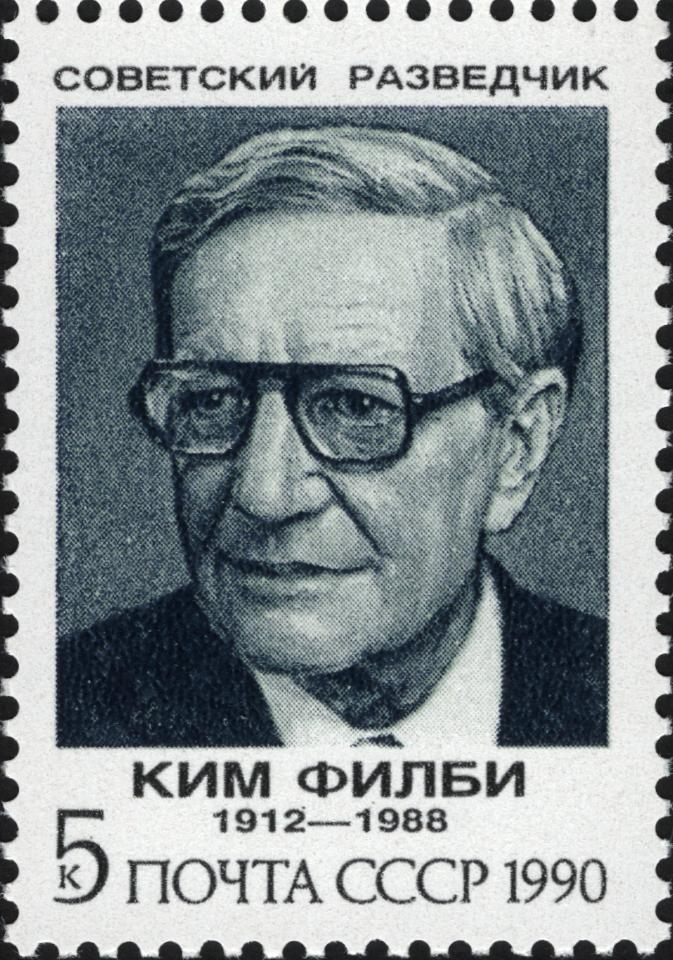
Kim Philby

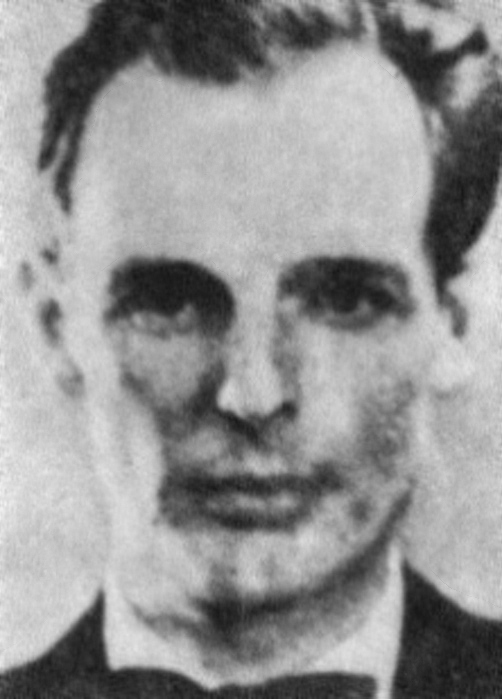
Donald Maclean

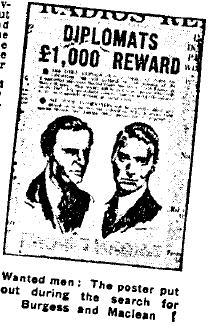
Burgess és Maclean

A cambridge-i ötök (Cambridge Five) szovjet hírszerzők laza csoportja, akik 1934 körül a Cambridge-i Egyetem Trinity College-ában végeztek és akkoriban ideológiai alapon, azaz az egyetemen kialakult kommunista meggyőződésük következtében együttműködést vállaltak a szovjet hírszerzéssel. A későbbiek során a brit államigazgatás különböző posztjain elhelyezkedve igen sikeres hírszerző munkát végeztek, Kim Philby például egy időben a Szovjetunió elleni brit hírszerzés egyik vezetője lett, mások a kezdetektől ráláttak az amerikai atomfegyver fejlesztésére. Tagjai az 1940-es években és az 1950-es évek elején Nagy-Britanniában és az Egyesült Államokban tevékenykedtek, 1951-ben néhányuk lelepleződött és menekülniük kellett. Tevékenységük a 20. század egyik legnagyobb kémügye volt, óriási visszhangot váltott ki és számos dokumentum jellegű, illetve fikciós feldolgozást generált. Történészek tucatjai foglalkoztak a témával, ennek ellenére bizonyos pontok a 21. századra is tisztázatlanok maradtak.

## Cambridge és a korabeli baloldal
Cambridge (és Oxford) ekkoriban már hosszabb ideje a brit világbirodalom vezetőinek utánpótlását nevelte. Ezt az egyetemi világot egyszerre jellemezték ókonzervatív formaságok és a gondolkodás, viselkedés rendkívüli szabadsága, sőt szabadossága. A Trinity College Cambridge-ben a legnagyobb és leggazdagabb intézmények közé tartozott. Az 1929-33-as nagy gazdasági világválság idején azonban ide is behatoltak a tőkés gazdaságot megkérdőjelező baloldali, néha egészen radikális nézetek. Megalakult a Cambridge-i Egyetem Szocialista Szövetsége (CUSS) is. A tanárok között is sok szabadon gondolkodó értelmiségi, köztük baloldali, marxista, sőt kommunista is volt, mint Maurice Dobb közgazdász vagy John Desmond Bernal biológus. Ez a környezet tette lehetővé, hogy Cambridge-ben, ezekben az években, egy sor olyan diák akadjon, aki utópista módon a Szovjetunió támogatásában vélte megtalálni a világot sújtó problémák megoldásának lehetőségét, nem utolsósorban azért, mert az 1929-33-as gazdasági válság idején a szovjet gazdaság gyorsan fejlődött, a társadalom nyitottabb volt (a nagy beruházásokra számos szakember utazott nyugati országokból is); a sztálini terror kora pedig még nem kezdődött el.

## A kémhálózat
A cambridge-i ötök (Cambridge Five), egyes forrásokban olykor Cambridge-i négyek (Cambridge Four) névvel egy Nagy-Britanniában működő szovjet kémhálózatot szoktak megjelölni, amelynek tagjai a második világháború alatt és az 1950-es évek első felében titkos katonai és nemzetbiztonsági információk kiszolgáltatásával aktív kémtevékenységet folytattak a Szovjetunió javára. A kémhálózat tagjai magasan képzett értelmiségiek, brit állampolgárok voltak, valamennyien a brit establishment elismert tagjai, és kommunista szimpatizánsok. A hálózat tagjai a második világháború folyamán szovjet dezinformációs anyagokat juttattak el a nácik kezébe, részben a szövetséges hírszerzés megkerülésével is. Többen azzal indokolták tettüket, hogy a Szovjetuniót akarták támogatni a náci Németország ellen közösen vívott, jogszerű háborúban.
A „cambridge-i” kémhálózathoz tartoztak, bizonyítottan, az alábbi személyek: 
- Kim Philby (1912–1988), fedőneve: „Stanley”;
- Donald Duart Maclean (1913–1983), fedőneve „Homer” (azaz „Homérosz,” célozva homoszexualitására);
- Guy Burgess (1911–1963), fedőneve „Hicks”; és
- Anthony Blunt (1907–1983), fedőneve „Johnson.”

Más személyeket is gyanúsítottak e kémszervezetben való aktív részvétellel. Amikor tevékenységük kitudódott, a sajtóban a „cambridge-i kémhálózat” („Cambridge Spy Ring”) néven kezdték emlegetni őket, mivel a csoport minden ismertté vált tagját a cambridge-i Trinity College tagjai köréből szervezték be, egy elit titkos társaságon, a „Cambridge-i Apostolok” („Cambridge Apostles”) nevű vitakörön keresztül, amely a Trinity és a King's College körül szerveződött.
A csoport valamennyi tagja a brit társadalom magasan kvalifikált, megbecsült, privilegizált rétegéből származott. Az „ötök” közül Blunt és Burgess bizonyítottan homoszexuálisok voltak, Maclean-ről is ezt vallották, ő valószínűsíthetően biszexuális beállítottságú volt. A beszervezett egyetemi oktatók és hallgatók később a brit külügyi és titkosszolgálatban magas beosztásokba segítették egymást, ahol értékes titkos adatokhoz juthattak.
A nyomozás adataiból az tűnik ki, hogy a tagok többségét Anthony Blunt csábította el és szervezte be, aki kutató ösztöndíjasként („Fellow”) dolgozott a Trinity College-ban, és szintén az „Apostolok” társaságának tagja volt. A többiek hallgatók voltak. A nyomozás adatai szerint egy másik „Apostol”, John Cairncross juttatta el a titkos információkat a szovjet hírszerzéshez. Valószínűleg Cairncross volt a kémcsoport „ötödik tagja”, akit  sohasem azonosítottak hivatalosan. Ebben valószínűleg része lehetett fivérének, Sir Alexander Kirkland Cairncross tekintélyes közgazdásznak, és unokahúgának, Frances Cairncross-nak, (Sir Alexander leányának), a „The Economist” ismert újságírónőjének is. Az ő befolyásuk révén John Cairncross élvezhette a tradicionális brit társadalomban a „mi kutyánk kölykének” kijáró szolidaritást, és sohasem vonták őt felelősségre. Michael Whitney Straight, a „cambridge-i Apostolok” társaságának egy másik tagja, szintén aktív szovjet kém volt.

## Gyanú, nyomozás, szökések
1951-ben Burgess és MacLean ellen már fedett nyomozás folyt, a két ember mégis könnyűszerrel elszökhetett a Szovjetunióba. Eltűnésük ügye nagy port vert föl a nemzetközi sajtóban. A nyomozók előtt azonnal nyilvánvalóvá vált, hogy kijátszották őket. Hamarosan Kim Philbyre terelődött a gyanú. A Philby elleni nyomozás több olyan anyagot talált, amely súlyos gyanúra adott okot, de semmi olyasmit, aminek alapján vádat emelhettek volna ellene. 1955-ben a sajtóban már úgy emlegették, mint aki első helyen gyanúsítható azzal, hogy ő a Harmadik Ember. Philby sajtókonferenciát hívott össze, hogy tagadja e vádakat. Mindazonáltal vissza kellett vonulnia az állami szolgálatból. Elhagyta a titkosszolgálatot, és újságíróként kezdett dolgozni a Közel-Keleten. 1961-ben Anatolij Golicin, egy átállt szovjet hírszerző, a KGB áruló tisztje olyan adatokat adott a brit titkosszolgálatnak, amelyek Kim Philby kémtevékenységére utaltak. Az MI-5 Bejrútba küldte egyik ügynökét, hogy hallgassa ki Philby-t. Az ügynök azt jelentette, hogy Philby tudott érkezéséről (ez azt mutatta, hogy beépített „tégla” (más néven „vakondok”) működik a brit hírszerzés szervezetében), de önként vallomást tett. Röviddel ezután Philby is a Szovjetunióba távozott, nyilván attól való félelmében, hogy Libanonban esetleg elrabolhatják.  A Szovjetunióban Philby a KGB tanácsadójaként dolgozott, 1988-ban bekövetkezett haláláig. Tevékenysége nyomán a brit titkosszolgálat számos Kelet-Európában és a Közel-Keleten dolgozó ügynökét kellett visszahívni a lelepleződés veszélye miatt.
1979-ben Andrew Boyle nyomozó újságíró „Az árulás légköre” („Climate of Treason”) c. könyvében a nyilvánosság előtt azzal vádolta Anthony Bluntot, hogy az szovjet ügynökként dolgozott. 1979 novemberében Margaret Thatcher miniszterelnök-asszony a Brit Parlament Alsóháza (House of Commons) előtt beismerte, hogy Blunt már 1964-ben lebukott, és a vizsgálat során be is vallotta: a megelőző 15 évben a szovjet hírszerzésnek dolgozott. A miniszterelnök-asszony szerint Blunt a vallomás idején (1964-ben) már olyan pozícióban volt, hogy nem fért hozzá titkos adatokhoz, és a főállamügyész titokban hivatalos büntetlenséget ígért neki annak fejében, ha elmond mindent. Blunt állítólag jelentős mennyiségű információt szállított, és a miniszterelnök-asszony szerint az információ értékét növelte, ha a vallomás tényét nem fedik fel a szovjetek előtt.
Blunt azonban az angol királyi képtár vezetője volt, és egyes források szerint a brit kormányzat azért hagyta őt büntetlenül, hogy ezzel megkíméljék a királyi családot a botránytól. Blunttól csupán 1979-ben kapott lovagi címét vették vissza.
Az „ötök” megnevezés Anatolij Golicintől, az 1961-ben a britekhez átállt szovjet hírszerzőtől ered, aki egy „ötfős hálózatról” („Ring of Five”) beszélt. Ennek Philby valószínűleg, Maclean és Burgess pedig biztosan a tagjai közé tartoztak. A hálózat másik két tagját Golicin nem ismerte. Ugyanakkor ebben az időben ketten (MacLean és Burgess) már a Szovjetunióba szöktek, és hamarosan, 1963-ban Philby is követte őket. A Golicin által szolgáltatott információk közül mindmáig csak egyetlen adatot tudtak megerősíteni független külső forrásból, ez John Vassall lebuktatásához vezetett. Vassall egy viszonylag alacsony beosztású kém volt, akit – az ügy szakértői szerint – valószínűleg azért áldoztak fel, hogy ezzel egy másik, magasabb beosztású kémet fedezzenek. A Golicin által adott adatok arra utaltak, hogy Philby is a hálózathoz tartozik, de Philby-re akkor már amúgy is gyanakodtak, sőt valójában az újságok már meg is vádolták őt. Philby azonban olyan országban tartózkodott, amelynek nem volt kiadatási egyezménye Nagy-Britanniával.
A szovjet titkosszolgálat rejtjeles adatforgalmának megfejtése céljából az Egyesült Királyság és az Amerikai Egyesült Államok nemzetbiztonsági szolgálatai már a negyvenes évek eleje óta működtek együtt, a VENONA fedőnevű, szigorúan titkos művelet keretében. A VENONA keretében dekódolt szovjet anyagok alapján az MI-5 és MI-6 beavatott tagjai már 1961-ben tudták, hogy Philby szovjet kém. Golicin emellett további adatokat is szolgáltatott, ezeket azonban széles körben megbízhatatlannak, valószínűtlennek minősítettek. Ilyen volt például az az állítása, hogy Harold Wilson, Nagy-Britannia akkori miniszterelnöke maga is a KGB ügynöke.
Golicin adatainak megbízhatósága mind a mai napig ellentmondásos, emiatt kevés biztosnak vehető adatunk van a cambridge-i kémszervezet tagjainak valódi számáról. Hogy a zavar még nagyobb legyen, Blunt – amikor végül vallomást tett – több olyan személyt is megnevezett, akik egészen mások voltak, mint akiket ő beszervezett. Mindent egybevéve, legalább tizenkét személy alaposan gyanúsítható azzal, hogy a Golicin által megnevezett „ötfős hálózat” tagjai lehettek.

## „Az ötödik ember”
A Golicin által szolgáltatott információkra alapozva számos spekuláció jelent meg az „Ötödik Ember” személyazonosságáról. E kifejezés igen népszerűvé vált a brit sajtóban. Emlékeztetett Graham Greene angol író (szintén titkosszolgálati miliőben játszódó) regényeinek címére („A harmadik ember”, „A tizedik ember”). A szerző személyesen is ismerte a cambridge-i kémeket. Manapság széles körben elfogadott tény, hogy a kémhálózatnak valószínűleg ötnél több tagja volt. Sokkal többen is lehettek, mivel három másik személyről tudjuk, hogy vallomásokat tettek, ezekben újabb személyeket neveztek meg, és igen erős indirekt bizonyítékok (circumstantial evidence) alapján további személyeket fogtak perbe.
Az alábbiakban felsorolt személyek tekinthetők egyazon „kémhálózat” tagjainak, vagy csak „sima” szovjet kémek listájának, attól függően, hogy mennyire tudtak egymástól, és milyen mértékben működtek együtt egymással. Az együttműködés mértéke, mélysége ismeretlen maradt. Még Philby, Burgess, és Maclean is alapvetően egyedül dolgozott.
- John Cairncross (1913–1995), 1951-ben vallomást tett, e tényt csak 1990-ben hozták nyilvánosságra.
- Sir Roger Hollis-t (1905–1973), aki abban az időben a brit MI-5 igazgatója volt, kémtevékenységgel vádolták meg. A vádakat Arthur Martin (az MI-5 szovjet elhárítással foglalkozó osztályának akkori vezetője), Peter Wright (az MI-5 tisztje, Hollis ügyének nyomozója), és Chapman Pincher (a brit elhárítás kudarcairól több leleplezést közzétevő nyomozó újságíró) fogalmazták meg.
- Guy Liddell-ről (1892–1958), Burgess és Rees közeli barátjáról egy névtelen informátor 1949-ben azt állította, hogy szovjet kém. Lehetséges, hogy ezt szovjet dezinformációs anyagból írták ki, de a híresztelés végleg lerombolta Liddell karrierjét. 1979-ben Goronwy Rees halálos ágyán tett vallomást, ebben már konkréten azzal vádolta Liddel-t, hogy ő is a cambridge-i kémhálózat tagja volt.
- Goronwy Rees (1909–1979), Burgess és Liddell közeli jóbarátja, 1951-ben egy kihallgatáson bevallotta, hogy tudomása volt Burgess kémtevékenységéről. 1979-ben halálos ágyán tett vallomásában aztán beismerte, hogy ő maga is kém volt, és egyben azt állította Guy Liddell-ről is, hogy a kémhálózat tagja volt.
- Victor Rothschildot (1910–1990) (ismertebb nevén Rothschild bárót) Roland Perry vádolta kémkedéssel „The Fifth Man” c. könyvében, amely Londonban jelent meg, a Pan Books kiadónál, 1994-ben. Rothschild (Blunt-tal és Burgess-szel együtt) a Cambridge-i Apostolok titkos társaságának tagja volt.
- Anthony Blunt 1954-ben az alábbi személyekre tett terhelő vallomást: Peter Ashby, John Cairncross, Leo Long és Brian Symon.

## A szovjet irányítók
A cambridge-i kémhálózatot eredetileg az NKVD irányította, 1941-től Anatolij Gorszkij NKVD-tiszt révén, majd annak átszervezése után a KGB lett a csoport irányításának felelőse. 1944-től 1955-ig Jurij Mogyin (1922–2007) KGB-tiszt volt közvetlen irányítójuk. Ő szervezte meg Burgess és Maclean Szovjetunióba menekítését. Azokat, akik Mogyin előtt irányították a nagy kárt tevő cambridge-i csoportot, a sztálini terror idején kivégezték.

## Utóélet
A cambridge-i kémszervezet a nyugati titkosszolgálatok szervezetébe beépített szovjet kémhálózatok között az egyik legsikeresebb, és leghosszabban működő hálózat volt. A brit résztvevők némelyike a háború után Nagy-Britanniából az Egyesült Államokba ment, és közreműködött a CIA szervezésében is. Az ő kémjelentéseiket a szovjetek nem használhatták fel, mert Sztálin nem bízott meg bennük, kettős ügynöknek tartotta őket.
A cambridge-i csoporton kívül létezett egy oxfordi kémhálózat is. Ennek nyomozati anyaga mind Nagy-Britanniában, mind a Szovjetunióban mind a mai napig szigorúan titkos. A KGB archívumaiból is csak az ügynököket toborzó ügynök („Scott”) és egy másik ügynök („Bunny”) fedőnevét sikerült megszerezni.
John le Carré kémregényeiben rendszeresen feltűnik a brit titkosszolgálatokba beépített szovjet „téglák” (más néven „vakondokok”) utáni nyomozás, különösen a cambridge-iekkel való kapcsolat utáni kutatás motívuma. A regényekben leírt utalások nem érthetőek a cambridge-i ötök működésének ismerete nélkül.

## Regényes feldolgozások, fikció, játékfilm
- Frederick Forsyth: The Fourth Protocol (A Negyedik Jegyzőkönyv): Kim Philby későbbi, Szovjetunió-beli tevékenységének regényes feldolgozása.
- Allan Bennett: A Question of Attribution (Blunt életének regényes feldolgozása)
- Allan Bennett: An Englishman Abroad (Burgess Szovjetunió-beli életének regényes feldolgozása)
- Allan Bennett: The Old Country (Philby-hez hasonló fiktív kém élete a száműzetésben)
- Julian Mitchell: Another Country (Guy Burgess élete nyomán szabadon)
- John Banville: The Untouchable (regény)